# Arcëm Mileŭski
Arcëm Uladzimiravič Mileŭski (in bielorusso Арцём Уладзіміравіч Мілеўскі?; in ucraino Артем Володимирович Мілевський?, Artem Volodymyrovyč Milevs'kyj; Mazyr, 12 gennaio 1985) è un ex calciatore bielorusso naturalizzato ucraino, di ruolo attaccante.

## Carriera

### Club
Ha iniziato la carriera giovanile nell'Obuchiv, poi è passato al Borysfen e quindi alle giovanili della Dinamo Kiev, dove si è messo in luce.
Nel 2006 ha disputato l'Europeo con l'Ucraina under 21, segnando 2 gol (contro i Paesi Bassi su rigore e contro la Danimarca) e giocando la finale persa dalla sua squadra contro i Paesi Bassi. Le ottime prestazioni nel torneo under-21, che gli hanno valso l'inserimento da parte della UEFA nella "Squadra ideale del torneo", gli hanno consentito di essere convocato nella Nazionale maggiore per i Mondiali di Germania 2006, dove ha esordito con l'Ucraina il 26 giugno 2006 nell'ottavo di finale Svizzera-Ucraina, subentrando nel primo tempo supplementare. Ai calci di rigore, dove l'Ucraina ha prevalso per 3-0, ha segnato dal dischetto con un pericoloso ma spettacolare cucchiaio che ha superato il portiere Pascal Zuberbühler, mostrando grande personalità malgrado la giovane età.
Nella partita successiva, il quarto di finale perso dall'Ucraina per 3-0 contro l'Italia, è stato schierato da titolare. Le buone prestazioni viste nel corso del Mondiale gli valgono l'interessamento di squadre come l'Inter, il Bayern Monaco, il West Bromwich e il Valencia. Il 26 settembre 2006 contro il Real Madrid segna il suo primo gol nella UEFA Champions League. Nella stagione 2008-2009 porta la Dinamo Kiev alla tredicesima conquista del campionato e alle semifinali di Coppa UEFA. Il 9 luglio 2009, il neo-tecnico della Dinamo Kiev, Valerij Gazzaev, lo nomina capitano della squadra e due giorni dopo conquista la Supercoppa d'Ucraina battendo ai rigori il Vorskla. 
Il 31 ottobre 2010 la Dinamo Kiev batte Futbol'nyj Klub Illičivec' 9-0, Artem Milev'skyj realizza la sua prima tripletta e finisce la partita con 4 gol. Alla fine della stagione 2012-2013 alla scadenza del contratto lascia la squadra di Kiev dopo 278 partite e 87 gol segnati.
Il 6 settembre firma per i turchi del Gaziantepspor. La sua avventura termina pochi mesi dopo, il 6 gennaio 2014, quando la società decide di rescindere il suo contratto. Nel mese di febbraio del 2014 firma un contratto con l'Aqtöbe, squadra campione in carica del campionato kazako, ma dopo una sola settimana le due parti si separano ed il giocatore torna quindi svincolato.
Il 1º agosto 2014 firma un contratto con l'Hajduk Spalato. Il 16 agosto 2014 fa il suo esordio, partendo dalla panchina, contro lo Zadar fornendo anche un assist e il 25 ottobre arriva il primo gol contro il Lokomotiva Zagreb.

### Nazionale
Gioca una partita valida per le qualificazioni all'Europeo di categoria 2000 con la Bielorussia, successivamente opta per l'Ucraina.
Con l'Ucraina di categoria partecipa all'Europeo di categoria 2004 portando la propria Nazionale in semifinale, persa poi ai rigori con la Spagna.
Partecipa all'Europeo 2006 in Portogallo e segna il rigore (con il "cucchiaio") che spiana la strada verso la vittoria per 2-1 con l'Paesi Bassi e il gol decisivo con la Danimarca eliminando nella fase a gironi una formazione più blasonata come l'Italia e portando i propri compagni in semifinale dove incontra Serbia e Montenegro, Mileŭski viene sostituito, ma l'Ucraina vince ugualmente ai rigori. In finale l'Ucraina incontra ancora l'Paesi Bassi ma questa volta viene sconfitta per 3 a 0 con due reti di Huntelaar e una di Hofs. Il giocatore chiuderà al terzo posto nella classifica marcatori ed entrerà nella top-11 della competizione.
Esordisce ai Mondiali di Germania 2006 (così come con la nazionale ucraina) entrando a gara in corso nella vittoria per 4-0 con l'Arabia Saudita. Gioca da subentrato la successiva partita del girone contro la Tunisia e quella degli ottavi contro la Svizzera realizzando il suo rigore (nuovamente con il "cucchiaio") dopo che la partita era terminata 0-0 nei supplementari. Nei quarti parte titolare contro i futuri campioni della manifestazioni dell'Italia che si impongono per 3 reti a 0. Realizza il suo primo gol il 6 febbraio 2008 contro Cipro in amichevole. Il 5 settembre dell'anno successiva realizza la sua prima doppietta contro Andorra, mentre un mese dopo viene eletto miglior giocatore dall'UEFA, nella partita vinta dalla sua nazionale per 1 a 0 contro l'Inghilterra. Nel 2012 partecipa agli Europei che si svolgono proprio in casa dell'Ucraina e della Polonia, gioca da subentrato contro Svezia e Francia e parte da titolare nella terza e ultima partita per la sua squadra nella competizione contro l'Inghilterra.

## Statistiche

### Presenze e reti nei club
Tra club, Nazionale maggiore e Nazionali giovanili, Mileŭski ha giocato globalmente più di 515 partite segnando 143 reti, alla media di 0,28 gol a partita.
| Stagione             | Squadra              | Campionato           | Campionato | Campionato | Coppe nazionali | Coppe nazionali | Coppe nazionali | Coppe continentali | Coppe continentali | Coppe continentali | Altre coppe | Altre coppe | Altre coppe | Totale | Totale |
| Stagione             | Squadra              | Comp                 | Pres       | Reti       | Comp            | Pres            | Reti            | Comp               | Pres               | Reti               | Comp        | Pres        | Reti        | Pres   | Reti   |
| -------------------- | -------------------- | -------------------- | ---------- | ---------- | --------------- | --------------- | --------------- | ------------------ | ------------------ | ------------------ | ----------- | ----------- | ----------- | ------ | ------ |
| 2001-2002            | Borysfen-2           | DL                   | 9          | 3          | -               | -               | -               | -                  | -                  | -                  | -           | -           | -           | 9      | 3      |
| 2002-2003            | Dinamo-3 Kiev        | DL                   | 1          | 0          | -               | -               | -               | -                  | -                  | -                  | -           | -           | -           | 1      | 0      |
| 2002-2003            | Dinamo Kiev          | PeL                  | 25         | 11         | -               | -               | -               | -                  | -                  | -                  | -           | -           | -           | 25     | 11     |
| 2003-2004            | Dinamo Kiev          | PeL                  | 12         | 2          | -               | -               | -               | -                  | -                  | -                  | -           | -           | -           | 12     | 2      |
| 2004-2005            | Dinamo Kiev          | PeL                  | 17         | 5          | -               | -               | -               | -                  | -                  | -                  | -           | -           | -           | 17     | 5      |
| Totale Dinamo-2 Kiev | Totale Dinamo-2 Kiev | Totale Dinamo-2 Kiev | 54         | 18         |                 |                 |                 |                    |                    |                    |             |             |             | 54     | 18     |
| 2002-2003            | Dinamo Kiev          | VL                   | 6          | 1          | -               | -               | -               | -                  | -                  | -                  | -           | -           | -           | 6      | 1      |
| 2003-2004            | Dinamo Kiev          | VL                   | 8          | 1          | -               | -               | -               | UCL                | 1                  | 0                  | -           | -           | -           | 9      | 1      |
| 2004-2005            | Dinamo Kiev          | VL                   | 8          | 0          | -               | -               | -               | -                  | -                  | -                  | -           | -           | -           | 8      | 0      |
| 2005-2006            | Dinamo Kiev          | VL                   | 16         | 3          | CU              | 2               | 1               | -                  | -                  | -                  | SU          | 0           | 0           | 18     | 4      |
| 2006-2007            | Dinamo Kiev          | VL                   | 14         | 5          | CU              | 1               | 1               | UCL                | 6                  | 1                  | SU          | 1           | 1           | 22     | 8      |
| 2007-2008            | Dinamo Kiev          | VL                   | 21         | 5          | CU              | 1               | 0               | UCL                | 4                  | 0                  | -           | -           | -           | 26     | 5      |
| 2008-2009            | Dinamo Kiev          | PL                   | 24         | 10         | CU              | 2               | 0               | UCL+CU             | 8+7                | 6+1                | SU          | 1           | 1           | 42     | 18     |
| 2009-2010            | Dinamo Kiev          | PL                   | 27         | 17         | CU              | 3               | 1               | UCL                | 6                  | 1                  | SU          | 1           | 0           | 37     | 19     |
| 2010-2011            | Dinamo Kiev          | PL                   | 26         | 9          | CU              | 3               | 2               | UCL+UEL            | 3+11               | 1+5                | -           | -           | -           | 43     | 17     |
| 2011-2012            | Dinamo Kiev          | PL                   | 18         | 6          | CU              | 2               | 1               | UCL+UEL            | 1+7                | 0+1                | SU          | 1           | 1           | 29     | 9      |
| 2012-2013            | Dinamo Kiev          | PL                   | 10         | 0          | CU              | 1               | 0               | UCL                | 4                  | 0                  | -           | -           | -           | 15     | 0      |
| Totale Dinamo Kiev   | Totale Dinamo Kiev   | Totale Dinamo Kiev   | 178        | 57         |                 | 15              | 6               |                    | 59                 | 16                 |             | 4           | 3           | 256    | 82     |
| set. 2013-feb. 2014  | Gaziantepspor        | SL                   | 6          | 1          | CT              | 3               | 0               | -                  | -                  | -                  | -           | -           | -           | 9      | 1      |
| 2014-2015            | Hajduk Spalato       | 1. HNL               | 21         | 3          | CC              | 5               | 0               | UEL                | 1                  | 0                  | -           | -           | -           | 27     | 3      |
| ott. 2015-gen. 2016  | RNK Spalato          | 1. HNL               | 1          | 0          | -               | -               | -               | -                  | -                  | -                  | -           | -           | -           | 1      | 0      |
| gen.-giu. 2016       | Concordia Chiajna    | LI                   | 13         | 5          | CLR             | 2               | 1               | -                  | -                  | -                  | -           | -           | -           | 15     | 6      |
| 2016-2017            | Tosno                | PFNL                 | 17         | 0          | CR              | 1               | 0               | -                  | -                  | -                  | -           | -           | -           | 18     | 0      |
| lug.-dic. 2017       | Dinamo Brėst         | VL                   | 15         | 5          | -               | -               | -               | -                  | -                  | -                  | -           | -           | -           | 15     | 5      |
| gen.-lug. 2018       | Dinamo Brėst         | VL                   | 14         | 3          | CR              | 6               | 2               | UCL                | 2                  | 0                  | SB          | 1           | 0           | 23     | 5      |
| Totale Dinamo Brest  | Totale Dinamo Brest  | Totale Dinamo Brest  | 29         | 8          |                 | 6               | 2               |                    | 2                  | 0                  |             | 1           | 0           | 38     | 10     |
| Totale carriera      | Totale carriera      | Totale carriera      | 329        | 95         |                 | 32              | 9               |                    | 62                 | 16                 |             | 5           | 3           | 428    | 123    |

### Cronologia presenze e reti in nazionale
| Cronologia completa delle presenze e delle reti in nazionale ― Ucraina | Cronologia completa delle presenze e delle reti in nazionale ― Ucraina | Cronologia completa delle presenze e delle reti in nazionale ― Ucraina | Cronologia completa delle presenze e delle reti in nazionale ― Ucraina | Cronologia completa delle presenze e delle reti in nazionale ― Ucraina | Cronologia completa delle presenze e delle reti in nazionale ― Ucraina | Cronologia completa delle presenze e delle reti in nazionale ― Ucraina | Cronologia completa delle presenze e delle reti in nazionale ― Ucraina |
| Data                                                                   | Città                                                                  | In casa                                                                | Risultato                                                              | Ospiti                                                                 | Competizione                                                           | Reti                                                                   | Note                                                                   |
| ---------------------------------------------------------------------- | ---------------------------------------------------------------------- | ---------------------------------------------------------------------- | ---------------------------------------------------------------------- | ---------------------------------------------------------------------- | ---------------------------------------------------------------------- | ---------------------------------------------------------------------- | ---------------------------------------------------------------------- |
| 19-6-2006                                                              | Amburgo                                                                | Ucraina                                                                | 4 – 0                                                                  | Arabia Saudita                                                         | Mondiali 2006 - 1º turno                                               | -                                                                      | 86’                                                                    |
| 23-6-2006                                                              | Berlino                                                                | Ucraina                                                                | 1 – 0                                                                  | Tunisia                                                                | Mondiali 2006 - 1º turno                                               | -                                                                      | 88’                                                                    |
| 26-6-2006                                                              | Colonia                                                                | Svizzera                                                               | 0 – 0 dts (0 – 3 dtr)                                                  | Ucraina                                                                | Mondiali 2006 - Ottavi di finale                                       | -                                                                      | 111’                                                                   |
| 30-6-2006                                                              | Amburgo                                                                | Italia                                                                 | 3 – 0                                                                  | Ucraina                                                                | Mondiali 2006 - Quarti di finale                                       | -                                                                      | 72’                                                                    |
| 7-10-2006                                                              | Roma                                                                   | Italia                                                                 | 2 – 0                                                                  | Ucraina                                                                | Qual. Euro 2008                                                        | -                                                                      | 73’                                                                    |
| 11-10-2006                                                             | Kiev                                                                   | Ucraina                                                                | 2 – 0                                                                  | Scozia                                                                 | Qual. Euro 2008                                                        | -                                                                      | 62’                                                                    |
| 7-2-2007                                                               | Tel Aviv                                                               | Israele                                                                | 1 – 1                                                                  | Ucraina                                                                | Amichevole                                                             | -                                                                      | 46’                                                                    |
| 12-9-2007                                                              | Kiev                                                                   | Ucraina                                                                | 1 – 2                                                                  | Italia                                                                 | Qual. Euro 2008                                                        | -                                                                      | 88’                                                                    |
| 13-10-2007                                                             | Kiev                                                                   | Ucraina                                                                | 5 – 0                                                                  | Fær Øer                                                                | Qual. Euro 2008                                                        | -                                                                      | 46’                                                                    |
| 17-11-2007                                                             | Kaunas                                                                 | Lituania                                                               | 2 – 0                                                                  | Ucraina                                                                | Qual. Euro 2008                                                        | -                                                                      | 69’                                                                    |
| 21-11-2007                                                             | Kiev                                                                   | Ucraina                                                                | 2 – 2                                                                  | Francia                                                                | Qual. Euro 2008                                                        | -                                                                      | 90’                                                                    |
| 6-2-2008                                                               | Nicosia                                                                | Cipro                                                                  | 1 – 1                                                                  | Ucraina                                                                | Amichevole                                                             | 1                                                                      | 46’                                                                    |
| 26-3-2008                                                              | Kiev                                                                   | Ucraina                                                                | 2 – 0                                                                  | Serbia                                                                 | Amichevole                                                             | -                                                                      | 76’                                                                    |
| 20-8-2008                                                              | Leopoli                                                                | Ucraina                                                                | 1 – 0                                                                  | Polonia                                                                | Amichevole                                                             | -                                                                      | 55’                                                                    |
| 6-9-2008                                                               | Leopoli                                                                | Ucraina                                                                | 1 – 0                                                                  | Bielorussia                                                            | Qual. Mondiali 2010                                                    | -                                                                      | 74’                                                                    |
| 19-11-2008                                                             | Dnipropetrovsk                                                         | Ucraina                                                                | 1 – 0                                                                  | Norvegia                                                               | Amichevole                                                             | -                                                                      | 46’                                                                    |
| 10-2-2009                                                              | Limassol                                                               | Ucraina                                                                | 3 – 2                                                                  | Slovacchia                                                             | Amichevole                                                             | 1                                                                      |                                                                        |
| 1-4-2009                                                               | Londra                                                                 | Inghilterra                                                            | 2 – 1                                                                  | Ucraina                                                                | Qual. Mondiali 2010                                                    | -                                                                      |                                                                        |
| 6-6-2009                                                               | Zagabria                                                               | Croazia                                                                | 2 – 2                                                                  | Ucraina                                                                | Qual. Mondiali 2010                                                    | -                                                                      |                                                                        |
| 10-6-2009                                                              | Dnipropetrovsk                                                         | Ucraina                                                                | 2 – 1                                                                  | Kazakistan                                                             | Qual. Mondiali 2010                                                    | -                                                                      |                                                                        |
| 12-8-2009                                                              | Kiev                                                                   | Ucraina                                                                | 0 – 3                                                                  | Turchia                                                                | Amichevole                                                             | -                                                                      | 46’                                                                    |
| 5-9-2009                                                               | Kiev                                                                   | Ucraina                                                                | 5 – 0                                                                  | Andorra                                                                | Qual. Mondiali 2010                                                    | 2                                                                      |                                                                        |
| 9-9-2009                                                               | Minsk                                                                  | Bielorussia                                                            | 0 – 0                                                                  | Ucraina                                                                | Qual. Mondiali 2010                                                    | -                                                                      |                                                                        |
| 10-10-2009                                                             | Dnipropetrovs'k                                                        | Ucraina                                                                | 1 – 0                                                                  | Inghilterra                                                            | Qual. Mondiali 2010                                                    | -                                                                      |                                                                        |
| 14-10-2009                                                             | Andorra la Vella                                                       | Andorra                                                                | 0 – 6                                                                  | Ucraina                                                                | Qual. Mondiali 2010                                                    | -                                                                      | 76’                                                                    |
| 14-11-2009                                                             | Atene                                                                  | Grecia                                                                 | 0 – 0                                                                  | Ucraina                                                                | Qual. Mondiali 2010                                                    | -                                                                      |                                                                        |
| 18-11-2009                                                             | Donec'k                                                                | Ucraina                                                                | 0 – 1                                                                  | Grecia                                                                 | Qual. Mondiali 2010                                                    | -                                                                      |                                                                        |
| 25-5-2010                                                              | Kiev                                                                   | Ucraina                                                                | 4 – 0                                                                  | Lituania                                                               | Amichevole                                                             | -                                                                      | 56’                                                                    |
| 29-5-2010                                                              | Leopoli                                                                | Ucraina                                                                | 3 – 2                                                                  | Romania                                                                | Amichevole                                                             | -                                                                      | 83’                                                                    |
| 11-8-2010                                                              | Donec'k                                                                | Ucraina                                                                | 1 – 1                                                                  | Paesi Bassi                                                            | Amichevole                                                             | -                                                                      | 46’                                                                    |
| 8-10-2010                                                              | Kiev                                                                   | Ucraina                                                                | 2 – 2                                                                  | Canada                                                                 | Amichevole                                                             | 1                                                                      | 46’                                                                    |
| 11-10-2010                                                             | Derby                                                                  | Brasile                                                                | 2 – 0                                                                  | Ucraina                                                                | Amichevole                                                             | -                                                                      | 60’                                                                    |
| 17-11-2010                                                             | Ginevra                                                                | Svizzera                                                               | 2 – 2                                                                  | Ucraina                                                                | Amichevole                                                             | -                                                                      | 46’                                                                    |
| 8-2-2011                                                               | Paralimni                                                              | Ucraina                                                                | 2 – 2                                                                  | Romania                                                                | Amichevole                                                             | 1                                                                      |                                                                        |
| 7-6-2011                                                               | Donec'k                                                                | Ucraina                                                                | 1 – 4                                                                  | Francia                                                                | Amichevole                                                             | -                                                                      | 46’                                                                    |
| 1-6-2011                                                               | Kiev                                                                   | Ucraina                                                                | 2 – 0                                                                  | Uzbekistan                                                             | Amichevole                                                             | -                                                                      | 45’                                                                    |
| 10-8-2011                                                              | Charkiv                                                                | Ucraina                                                                | 0 – 1                                                                  | Svezia                                                                 | Amichevole                                                             | -                                                                      | 45’                                                                    |
| 6-9-2011                                                               | Praga                                                                  | Rep. Ceca                                                              | 4 – 0                                                                  | Ucraina                                                                | Amichevole                                                             | -                                                                      | 57’                                                                    |
| 7-10-2011                                                              | Kiev                                                                   | Ucraina                                                                | 3 – 0                                                                  | Bulgaria                                                               | Amichevole                                                             | -                                                                      | 65’                                                                    |
| 11-10-2011                                                             | Tallinn                                                                | Estonia                                                                | 0 – 2                                                                  | Ucraina                                                                | Amichevole                                                             | -                                                                      | 71’                                                                    |
| 11-11-2011                                                             | Kiev                                                                   | Ucraina                                                                | 3 – 3                                                                  | Germania                                                               | Amichevole                                                             | -                                                                      | 67’                                                                    |
| 15-11-2011                                                             | Leopoli                                                                | Ucraina                                                                | 2 – 1                                                                  | Austria                                                                | Amichevole                                                             | 1                                                                      | 56’                                                                    |
| 29-2-2012                                                              | Petah Tiqwa                                                            | Israele                                                                | 2 – 3                                                                  | Ucraina                                                                | Amichevole                                                             | -                                                                      | 46’                                                                    |
| 28-5-2012                                                              | Kufstein                                                               | Ucraina                                                                | 4 – 0                                                                  | Estonia                                                                | Amichevole                                                             | 1                                                                      | 46’                                                                    |
| 1-6-2012                                                               | Innsbruck                                                              | Austria                                                                | 3 – 2                                                                  | Ucraina                                                                | Amichevole                                                             | -                                                                      | 46’                                                                    |
| 5-6-2012                                                               | Ingolstadt                                                             | Turchia                                                                | 2 – 0                                                                  | Ucraina                                                                | Amichevole                                                             | -                                                                      |                                                                        |
| 11-6-2012                                                              | Kiev                                                                   | Ucraina                                                                | 2 – 1                                                                  | Svezia                                                                 | Euro 2012 - 1º turno                                                   | -                                                                      | 81’                                                                    |
| 15-6-2012                                                              | Donec'k                                                                | Ucraina                                                                | 0 – 2                                                                  | Francia                                                                | Euro 2012 - 1º turno                                                   | -                                                                      | 60’                                                                    |
| 19-6-2012                                                              | Donec'k                                                                | Inghilterra                                                            | 1 – 0                                                                  | Ucraina                                                                | Euro 2012 - 1º turno                                                   | -                                                                      | 77’                                                                    |
| 12-10-2012                                                             | Chișinău                                                               | Moldavia                                                               | 0 – 0                                                                  | Ucraina                                                                | Qual. Mondiali 2014                                                    | -                                                                      | 74’                                                                    |
| Totale                                                                 |                                                                        | Presenze                                                               | 50                                                                     |                                                                        | Reti                                                                   | 8                                                                      |                                                                        |

## Palmarès

### Club
- Campionato ucraino: 4

Dinamo Kiev: 2002-2003, 2003-2004, 2006-2007, 2008-2009
- Coppa d'Ucraina: 4

Dinamo Kiev: 2002-2003, 2004-2005, 2005-2006, 2006-2007
- Supercoppa d'Ucraina: 5

Dinamo Kiev: 2004, 2006, 2007, 2009, 2011
- Supercoppa di Bielorussia: 2

Dinamo Brest: 2018, 2019
- Coppa di Bielorussia: 1

Dinamo Brest: 2017-2018
- Campionato bielorusso: 1

Dinamo Brest: 2019

### Individuale
- Calciatore ucraino dell'anno: 2

2008, 2009
- Capocannoniere del Campionato ucraino: 1

2009-2010 (17 gol)
- Miglior uomo assist del Campionato ucraino: 1

2008-2009 (8 assist)
- Miglior giocatore del Campionato ucraino: 1

2009